# Le Petit Décodeur
Le Petit Décodeur est un lexique qui recense et décrypte 3 000 mots et expressions employés par les administrations françaises et qui sont parfois incompréhensibles pour le « grand public ».
Il a été présenté officiellement le 17 février 2005 par le secrétaire d'État à la réforme de l'État, Éric Woerth, en présence de Bernard Pivot et du chanteur Yves Duteil. Il s'agit de la version « grand public » d'un lexique administratif distribué au printemps 2002 aux agents des administrations et qui est le résultat d'une coopération entre le dictionnaire Le Robert et le comité d'orientation pour la simplification du langage administratif. Il est distribué par les éditions Le Robert.
Une grande part des mots cités dans cet ouvrage (« emphytéose », « irréfragable », « chirographaire », etc.) sont des termes juridiques relevant du droit du travail et du droit civil ou pénal. Une autre partie concerne des mots ou des expressions, présents dans les dictionnaires de langue générale, fréquemment utilisées par les services administratifs de toutes sortes (« nonobstant », « prendre l'attache de », etc.). Ces mots sont souvent ceux d'autres professions (notaires, avocats, géomètres etc.) que ces services utilisent lorsque cela est nécessaire pour qu'ils se fassent comprendre. 
Selon certains[réf. nécessaire] il s'agit également d'un produit de communication destiné à démontrer le souci qu'a le gouvernement de rapprocher l'administration du public.